# Martí Soler Biescas
Martí Soler Biescas (geboren am 28. April 2003 in Barcelona) ist ein spanischer Handballspieler, der auf der Spielposition Linksaußen eingesetzt wird.

## Vereinskarriere
Martí Soler Biescas spielte beim FC Barcelona, mit dem er in der Saison 2021/22 in der Liga Asobal debütierte und Teil der Meistermannschaft wurde. Im Sommer 2023 wechselte er auf Leihbasis zum spanischen Erstligisten Club Balonmano Ciudad de Logroño.
Im Februar 2025 wechselte er nach Deutschland zur MT Melsungen für die Rückrunde der Saison 2024/25 der Bundesliga.
Mit dem Team aus Barcelona nahm er an europäischen Vereinswettbewerben teil. Er trug zwei Tore in drei Vorrundenspielen auf dem Weg zum Gewinn der EHF Champions League 2021/22 bei.

## Auswahlmannschaften
Sein erstes Spiel für eine Nachwuchsauswahl Spaniens absolvierte er am 1. Juli 2019 gegen die Auswahl Georgiens. Soler nahm als Juniorennationalspieler Spaniens an der U-20-Europameisterschaft in Portugal (2022) teil, bei der er mit der Mannschaft Europameister wurde, sowie an der U-21-Weltmeisterschaft 2023 (9. Platz).
Er stand bis Juni 2023 in 39 Spielen im Aufgebot spanischer Nachwuchsteams und erzielte dabei 105 Tore.